# هيرمان شتاين
هيرمان شتاين (بالإنجليزية: Herman Stein)‏ هو ملحن أمريكي، ولد في 19 أغسطس 1915 في فيلادلفيا في الولايات المتحدة، وتوفي في 15 مارس 2007 في لوس أنجلوس في الولايات المتحدة.

## وصلات خارجية
- هيرمان شتاين على موقع IMDb (الإنجليزية)
- هيرمان شتاين على موقع ألو سيني (الفرنسية)
- هيرمان شتاين على موقع ميوزك برينز (الإنجليزية)
- هيرمان شتاين على موقع أول موفي (الإنجليزية)
- هيرمان شتاين على موقع قاعدة بيانات الأفلام السويدية (السويدية)
- هيرمان شتاين على موقع ديسكوغز (الإنجليزية)
- هيرمان شتاين على موقع قاعدة بيانات الفيلم (الإنجليزية)
- هيرمان شتاين على موقع كينوبويسك (الروسية)